# Farvagny-le-Petit
Pour les articles homonymes, voir Farvagny (homonymie).
Farvagny-le-Petit (Farvanyi-le-Piti  en patois fribourgeois) est une localité et une ancienne commune suisse du canton de Fribourg, située dans le district de la Sarine.

## Histoire
Tout d'abord part de la maison de Savoie (seigneurie du Pont), le village de Farvagny-le-Petit est acheté par le grand hôpital de Fribourg en 1314 et rejoint le bailliage de Pont-Farvagny en 1483. Par la suite, le village est rattaché successivement au district de Romont jusqu'en 1803, puis au district de Farvagny jusqu'en 1848. Érigé en commune, Farvagny-le-Petit est ensuite intégré au district de la Sarine.
Le 1er janvier 1996, Farvagny-le-Petit fusionne avec ses voisines de Farvagny-le-Grand, Grenilles et Posat pour former la commune de Farvagny. Celle-ci va à son tour fusionner le 1er janvier 2016 avec Corpataux-Magnedens, Le Glèbe, Rossens et Vuisternens-en-Ogoz pour former la nouvelle commune de Gibloux.

## Patrimoine bâti
La chapelle Saint-Claude, de 1709, est classée comme bien culturel d'importance régionale.